# Governatore del Delaware
Il Governatore del Delaware (in inglese: Governor of Delaware) è il capo del governo dello stato statunitense del Delaware.
Attualmente, il governatore in carica è il democratico Matt Meyer.

## Qualifiche
Per essere eleggibili occorre risiedere nello stato per almeno cinque anni e avere 30 anni di età anagrafica.

## Poteri
- Il governatore è il comandante in capo delle forze armate dello stato del Delaware.
- Detiene il potere legislativo sufficiente per indire sessioni speciali
- Detiene il potere di veto
- Può concedere la grazia e l'indulto

## Elenco
| Partito                  | N° governatori |
| ------------------------ | -------------- |
| Democratici              | 22             |
| Repubblicani             | 17             |
| Federalisti              | 13             |
| Whig                     | 6              |
| Democratico-Repubblicano | 5              |
| American                 | 1              |
| Anti-Jacksonian          | 1              |

| #  | Nome                 | Mandato           | Mandato           | Partito                          |
| #  | Nome                 | Inizio            | Termine           | Partito                          |
| -- | -------------------- | ----------------- | ----------------- | -------------------------------- |
| 1  | John McKinly         | 12 febbraio 1777  | 12 settembre 1777 | Nessun partito                   |
| 2  | Thomas McKean        | 22 settembre 1777 | 20 ottobre 1777   | Nessun partito                   |
| 3  | George Read          | 20 ottobre 1777   | 31 marzo 1778     | Nessun partito                   |
| 4  | Caesar Rodney        | 31 marzo 1778     | 6 novembre 1781   | Nessun partito                   |
| 5  | John Dickinson       | 13 novembre 1781  | 12 gennaio 1783   | Nessun partito                   |
| 6  | John Cook            | 4 novembre 1782   | 1º febbraio 1783  | Nessun partito                   |
| 7  | Nicholas Van Dyke    | 1º febbraio 1783  | 28 ottobre 1786   | Nessun partito                   |
| 8  | Thomas Collins       | 28 ottobre 1786   | 29 marzo 1789     | Nessun partito                   |
| 9  | Jehu Davis           | 29 marzo 1789     | 2 giugno 1789     | Nessun partito                   |
| 10 | Joshua Clayton       | 2 giugno 1789     | 19 gennaio 1796   | Federalista                      |
| 11 | Gunning Bedford Sr.  | 19 gennaio 1796   | 28 settembre 1797 | Federalista                      |
| 12 | Daniel Rogers        | 28 settembre 1797 | 9 gennaio 1799    | Federalista                      |
| 13 | Richard Bassett      | 9 gennaio 1799    | 3 marzo 1801      | Federalista                      |
| 14 | James Sykes          | 3 marzo 1801      | 19 gennaio 1802   | Federalista                      |
| 15 | David Hall           | 19 gennaio 1802   | 15 gennaio 1805   | Partito Democratico-Repubblicano |
| 16 | Nathaniel Mitchell   | 15 gennaio 1805   | 19 gennaio 1808   | Federalista                      |
| 17 | George Truitt        | 19 gennaio 1808   | 15 gennaio 1811   | Federalista                      |
| 18 | Joseph Haslet        | 15 gennaio 1811   | 18 gennaio 1814   | Partito Democratico-Repubblicano |
| 19 | Daniel Rodney        | 18 gennaio 1814   | 21 gennaio 1817   | Federalista                      |
| 20 | John Clark           | 21 gennaio 1817   | 18 gennaio 1820   | Federalista                      |
| —  | Henry Molleston      | —                 | —                 | Federalista                      |
| 21 | Jacob Stout          | 18 gennaio 1820   | 16 gennaio 1821   | Federalista                      |
| 22 | John Collins         | 16 gennaio 1821   | 16 aprile 1822    | Partito Democratico-Repubblicano |
| 23 | Caleb Rodney         | 23 aprile 1822    | 21 gennaio 1823   | Federalista                      |
| 24 | Joseph Haslet        | 21 gennaio 1823   | 20 giugno 1823    | Partito Democratico-Repubblicano |
| 25 | Charles Thomas       | 23 giugno 1823    | 20 gennaio 1824   | Partito Democratico-Repubblicano |
| 26 | Samuel Paynter       | 20 gennaio 1824   | 16 gennaio 1827   | Federalista                      |
| 27 | Charles Polk Jr.     | 16 gennaio 1827   | 19 gennaio 1830   | Federalista                      |
| 28 | David Hazzard        | 19 gennaio 1830   | 15 gennaio 1833   | Partito Repubblicano Nazionale   |
| 29 | Caleb P. Bennett     | 15 gennaio 1833   | 11 luglio 1836    | Democratico                      |
| 30 | Charles Polk Jr.     | 11 luglio 1836    | 17 gennaio 1837   | Whig                             |
| 31 | Cornelius P. Comegys | 17 gennaio 1837   | 19 gennaio 1841   | Whig                             |
| 32 | William B. Cooper    | 19 gennaio 1841   | 21 gennaio 1845   | Whig                             |
| 33 | Thomas Stockton      | 21 gennaio 1845   | 2 marzo 1846      | Whig                             |
| 34 | Joseph Maull         | 2 marzo 1846      | 3 maggio 1846     | Whig                             |
| 35 | William Temple       | 6 maggio 1846     | 19 gennaio 1847   | Whig                             |
| 36 | William Tharp        | 19 gennaio 1847   | 21 gennaio 1851   | Democratico                      |
| 37 | William H. H. Ross   | 21 gennaio 1851   | 16 gennaio 1855   | Democratico                      |
| 38 | Peter F. Causey      | 16 gennaio 1855   | 18 gennaio 1859   | Know Nothing                     |
| 39 | William Burton       | 18 gennaio 1859   | 20 gennaio 1863   | Democratico                      |
| 40 | William Cannon       | 20 gennaio 1863   | 1º marzo 1865     | Repubblicano                     |
| 41 | Gove Saulsbury       | 1º marzo 1865     | 17 gennaio 1871   | Democratico                      |
| 42 | James Ponder         | 17 gennaio 1871   | 19 gennaio 1875   | Democratico                      |
| 43 | John P. Cochran      | 19 gennaio 1875   | 21 gennaio 1879   | Democratico                      |
| 44 | John W. Hall         | 21 gennaio 1879   | 16 gennaio 1883   | Democratico                      |
| 45 | Charles C. Stockley  | 16 gennaio 1883   | 18 gennaio 1887   | Democratico                      |
| 46 | Benjamin T. Biggs    | 18 gennaio 1887   | 20 gennaio 1891   | Democratico                      |
| 47 | Robert J. Reynolds   | 20 gennaio 1891   | 15 gennaio 1895   | Democratico                      |
| 48 | Joshua H. Marvil     | 15 gennaio 1895   | 8 aprile 1895     | Repubblicano                     |
| 49 | William T. Watson    | 8 aprile 1895     | 19 gennaio 1897   | Democratico                      |
| 50 | Ebe W. Tunnell       | 19 gennaio 1897   | 15 gennaio 1901   | Democratico                      |
| 51 | John Hunn            | 15 gennaio 1901   | 17 gennaio 1905   | Repubblicano                     |
| 52 | Preston Lea          | 17 gennaio 1905   | 19 gennaio 1909   | Repubblicano                     |
| 53 | Simeon S. Pennewill  | 19 gennaio 1909   | 21 gennaio 1913   | Repubblicano                     |
| 54 | Charles R. Miller    | 21 gennaio 1913   | 16 gennaio 1917   | Repubblicano                     |
| 55 | John G. Townsend Jr. | 16 gennaio 1917   | 18 gennaio 1921   | Repubblicano                     |
| 56 | William D. Denney    | 18 gennaio 1921   | 20 gennaio 1925   | Repubblicano                     |
| 57 | Robert P. Robinson   | 20 gennaio 1925   | 15 gennaio 1929   | Repubblicano                     |
| 58 | C. Douglass Buck     | 15 gennaio 1929   | 19 gennaio 1937   | Repubblicano                     |
| 59 | Richard C. McMullen  | 19 gennaio 1937   | 21 gennaio 1941   | Democratico                      |
| 60 | Walter W. Bacon      | 21 gennaio 1941   | 18 gennaio 1949   | Repubblicano                     |
| 61 | Elbert N. Carvel     | 18 gennaio 1949   | 20 gennaio 1953   | Democratico                      |
| 62 | J. Caleb Boggs       | 20 gennaio 1953   | 30 dicembre 1960  | Repubblicano                     |
| 63 | David P. Buckson     | 30 dicembre 1960  | 17 gennaio 1961   | Repubblicano                     |
| 64 | Elbert N. Carvel     | 17 gennaio 1961   | 19 gennaio 1965   | Democratico                      |
| 65 | Charles L. Terry Jr. | 19 gennaio 1965   | 21 gennaio 1969   | Democratico                      |
| 66 | Russell W. Peterson  | 21 gennaio 1969   | 16 gennaio 1973   | Repubblicano                     |
| 67 | Sherman W. Tribbitt  | 16 gennaio 1973   | 18 gennaio 1977   | Democratico                      |
| 68 | Pierre S. du Pont IV | 18 gennaio 1977   | 15 gennaio 1985   | Repubblicano                     |
| 69 | Michael Castle       | 15 gennaio 1985   | 31 dicembre 1992  | Repubblicano                     |
| 70 | Dale E. Wolf         | 31 dicembre 1992  | 19 gennaio 1993   | Repubblicano                     |
| 71 | Thomas R. Carper     | 19 gennaio 1993   | 3 gennaio 2001    | Democratico                      |
| 72 | Ruth Ann Minner      | 3 gennaio 2001    | 20 gennaio 2009   | Democratico                      |
| 73 | Jack Markell         | 20 gennaio 2009   | 17 gennaio 2017   | Democratico                      |
| 74 | John C. Carney Jr.   | 17 gennaio 2017   | 7 gennaio 2025    | Democratico                      |
| 75 | Bethany Hall-Long    | 7 gennaio 2025    | 21 gennaio 2025   | Democratico                      |
| 76 | Matt Meyer           | 21 gennaio 2025   | in carica         | Democratico                      |